# Жук, Александр Абрамович

Александр Абрамович Жук (  5 ноября 1907 г., Полтава -  31 октября 1995, Харьков ) - советский и украинский композитор, дирижер, музыкальный педагог; член Союза композиторов Украины с 1938 года. Брат скрипача Исаака Жука.

## Биографические сведения
В  1925–1926 работал в Полтаве в Детской оперной школе.
В 1926 переехал в Харьков и в 1927-1930 работал пианистом-концертмейстером в клубе "Красный кооператор".
В 1928 поступил в Харьковский музыкально-драматический институт по классу фортепиано П. Луценко, в 1936 окончил историко-теоретический факультет Харьковской консерватории по классу С. Богатырёва, и в 1938 — по классу композиции М. Тица.
В 1930–1937 – преподаватель музыкально-теоретических дисциплин в Музыкальной студии Дворца культуры железнодорожников, «Рабочей консерватории» (ныне вечерняя музыкальная школа).
В 1937-1941 преподавал в Харьковском музыкальном училище и Харьковской консерватории.
Одновременно в 1939-1941 был членом правления Харьковской организации Союза композиторов Украины.
В 1941—1944 заведующий музыкальной частью и дирижёр Русского драматического театра им. Т. Г. Шевченко в Лениногорске Казахской ССР.
В 1944 – 1967 преподавал в Харьковском музыкальном училище, одновременно в 1950 – 1954 заведовал кафедрой теории музыки Харьковского театрального института.
С 1961 года — преподаватель, а в 1964 – 1969 — заведующий кафедрой теории музыки и фортепиано Харьковского института культуры.
В 1970-1974  возглавлял ревизионную комиссию Харьковской организации Союза композиторов Украины.
Скончался в Харькове 31 октября 1995 года.

## Творчество
Среди произведений:
- вокально-симфоническая поэма «Матрос Железняк» (1935, слова М. Голодного);
- для симфонического оркестра — Симфония (1938);
- для камерного оркестра — Симфониетта (1992);
- для фортепиано с оркестром — Концерт (1957);
- для скрипки с оркестром — «Рондо-фантазия» (1939), Концерт (1982);
- для оркестра народных инструментов — «Праздничная увертюра» (1954), «Украинская фантазия» (1971);
- камерно-инструментальные — 2 Струнных квартета (1935, 1959), Фортепианное трио (1947), Фортепианный квинтет (1972);
- для фортепиано — Сюита (1950), 3 Поэмы (1950, 1956, 1970), 3 Концертных этюда (1961), «Украинская рапсодия» (1963), «Героическая соната» (1965);
- для скрипки и фортепиано — «Ария» (1936), «Поэма» (1949), «Юмореска» (1956);
- для виолончели — «Интермеццо» (1965), 2 Концертные пьесы (1994);
- хоры, романсы;
- музыка к театральным спектаклям.

Автор музыки к комедиям «Остались в дураках» Марка Кропивницкого (1942) и «Раскинулось море широко» Всеволода Азарова, Всеволода Вишневского, Александра Крона (1943), один из соавторов музыки гимна УССР (1947).